# Château de Vaufoinard
Le château de Vaufoinard est un château situé à Rochecorbon (Indre-et-Loire). 
Il est inscrit au titre des monuments historiques par arrêté du 11 avril 1946.

## Historique
L'ancienne closerie est la propriété successive de différents maires de Tours, dont Victor Barguin (1538), receveur général des aides et des tailles du Loudunois, et François Joret (1570).